# Hôpital de la Pitié
Hôpital de la Pitié byla nemocnice v Paříži založená kolem roku 1612 původně jako útulek pro staré a chudé v dnešním 5. obvodu. Během Francouzské revoluce byl přeměněn na sirotčinec a v 19. století se z něj stala dětská nemocnice. V roce 1911 byla přemístěna naproti nemocnici Salpêtrière ve 13. obvodu a v roce 1964 s ní byla sloučena. Na jejím původním místě v 5. obvodu byla v letech 1922-1926 vybudována Velká mešita.